# Freycinetia macrostachya
Freycinetia macrostachya är en enhjärtbladig växtart som beskrevs av Ugolino Martelli. Freycinetia macrostachya ingår i släktet Freycinetia och familjen Pandanaceae. Inga underarter finns listade.